# Limbo (игра)
Limbo (МФА: [ˈlɪm.bəʊ]; с англ. — «Лимб») — компьютерная игра в жанрах пазл-платформер с элементами survival horror, разработанная независимой датской студией Playdead. Проект был анонсирован в 2010 году для приставки Xbox 360 и выпущен 21 июля 2010 года. В течение последующих трех лет игра была портирована на такие платформы как Mac OS X, Microsoft Windows, PlayStation 3, Linux, Vita, iOS и Android и другие.
Технически проект является 2D сайд-скроллером, в котором используется физический движок Box2D, позволяющий управлять объектами окружающей среды и персонажем. Протагонистом является маленький мальчик, который ищет свою сестру. Игровой мир, который по предположению некоторых обозревателей является католическим лимбом, наполнен многочисленными ловушками. Студия называла геймплейный стиль проекта методом «проб и смертей» — в течение игрового процесса главный герой из-за неверных решений игрока постоянно умирает. Limbo создана в монохроматических чёрно-белых тонах, с минималистским окружением и эмбиентным звуковым сопровождением.
Игра получила множество призов на игровых фестивалях и конференциях, в том числе за лучшую визуальную стилистику, техническое исполнение, звук, а также номинировалась на премию «Игра года». Проект был высоко оценён журналистами и игровыми обозревателями. Большинству рецензентов понравилось графическое исполнение, простое управление и внутриигровые загадки. Впрочем, сюжет был воспринят неоднозначно: некоторые критики находили в нём скрытый смысл, другие же считали его чересчур обрывочным и не дающим цельного представления об игре. Многие обозреватели также негативно восприняли короткую продолжительность проекта. Всего было продано более миллиона копий Limbo, принёсших разработчикам восемь миллионов долларов дохода.

## Сюжет

### Описание
Главным героем игры является безымянный мальчик, который пробуждается посреди леса «на краю ада». Герой ищет свою пропавшую сестру и по ходу повествования встречает людей, которые нападают на него, либо убегают прочь, а некоторые уже мертвы к моменту их обнаружения. Во время своего путешествия он видит маленькую девочку, окутанную сиянием, которая исчезает прежде, чем он успевает до неё добраться. Лес сменяется городскими постройками. Разбив стеклянный блок и покинув заброшенный завод, главный герой падает на землю. Пройдя по поляне, он подходит к сидящей девочке, которая испуганно встаёт. Этой сценой игра заканчивается.

### Анализ
Открытый финал истории породил несколько трактовок сюжета. Некоторые игровые обозреватели предполагали, что игра представляет религиозное видение католического лимба, где находятся души, не попавшие ни в рай, ни в чистилище, ни в ад. В лимб отправляются добродетельные люди, по различным причинам не принявшие христианства. Были выдвинуты теории, согласно которым все ловушки в игре представляют собой некое подобие теста, вознаграждением за прохождение которого является воссоединение с сестрой. Возможно, что мальчик, как и девочка, уже были мертвы к моменту начала игры, и лишь последняя встреча способна помочь им перейти в загробную жизнь. Сломанное стекло символизирует, что протагонист бежал от мира, который являлся последней остановкой перед небесами или преисподней.
Согласно другой интерпретации, внутриигровой мир реален и является частью нашего собственного мира. Сломанная покореженная лестница, вокруг которой летают мухи, присутствующая в финальной сцене, является путём к окончательной смерти. Другие посчитали, что игра представляет всего лишь сон, который неожиданно прервали. Вероятно, что мальчик почти умер к началу игры, и все последующие события происходят между жизнью и смертью. В зависимости от различных точек зрения нахождение девочки может означать пробуждение и возвращение к жизни. Среди наиболее абсурдных предположений, почему главный герой попал в Лимб, был такой ответ: «Он слишком много болтал».
Среди фанатов также популярна теория, что финал игры — иллюзия, а события игры вечно повторяются. Согласно ей мальчик убил свою сестру и теперь вынужден постоянно повторять свой путь. Свидетельством теории является лестница из финала игры, которая появляется и в главном меню, но там она сгнившая и с двумя трупами внизу.

### Вселенная
Существует теория, согласно которой следующий проект студии — игра Inside и Limbo происходят в одной вселенной. Согласно одной из версий, Inside является приквелом Limbo. В частности, в ней главный герой также сталкивается с червями-паразитами, которые могут управлять только свиньями, в то время как в Limbo аналогичные черви уже могут управлять человеком. В Inside также можно встретить гравитационные эксперименты с водой, в то время как в Limbo технология смены направления силы гравитации используется на заводах. По другой версии Limbo начинается в тот момент, когда протагонист Inside проникает в тело Создания: «все события первой игры Playdead — проекция сознания мальчика, которого поглотила ужасающая туша».

## Игровой процесс
Согласно жанровой принадлежности, игра является 2D платформером. Как и в большинстве проектов данного типа, игровой процесс строится на физическом взаимодействии главного героя с окружением. Игрок может идти вправо, влево, прыгать, взбираться на небольшие уступы, карабкаться по верёвкам или лестницам, а также толкать и тянуть предметы. Игра выполнена в стиле минимализма: всё окружение изображено в чёрно-белых, реже серых тонах, а окружающие звуки создают ощущение преследования и тревоги. Средняя продолжительность Limbo — 4 часа, хотя некоторые обозреватели затрачивали на неё от трёх до шести часов, в зависимости от того, насколько быстро решали загадки.
Тьма скрывает много опасностей: в ней могут находиться как медвежьи капканы, так и различные монстры, в том числе гигантский паук. Враждебными считаются черви, впивающиеся в голову главного героя и заставляющие его идти в одну сторону до тех пор, пока герой не выйдет на освещённое место и не избавится от червя, или пока носитель не погибнет. Кроме того, встречаются и агрессивно настроенные дети, которые могут бросать камни, горящие шины или метать дротики из духовых трубок.
Во второй половине проекта в геймплее игры преобладают механические ловушки, включающие в себя головоломки с электричеством, гравитацией и различными механизмами. Большинство ловушек незаметны до тех пор, пока они не сработают, зачастую демонстрируя гибель протагониста. Погибнуть можно от падения с большой высоты, от удара предметом, утопления, электрического разряда, пулемётных выстрелов и прочего. Данный способ прохождения именуется разработчиками как метод «проб и смертей» (англ. Trial and death). Каждый вид смерти сопровождается реалистичной анимацией отрывающихся конечностей, брызг крови и прочих особенностей расчленения, хотя дополнительно подключаемый фильтр вместо отображения характерных черт летального исхода в определённый момент затемняет экран. Система автосохранения возвращает протагониста в ближайшее безопасное место. Игровые достижения включают в себя обнаружение на локациях всех спрятанных яиц и завершение игры с пятью и менее количеством смертей.

## История создания

### Концепция и разработка
Игра была разработана независимой датской студией Playdead, основной штат сотрудников которой состоял из трёх человек: совладельца и генерального директора Дино Патти (дат. Dino Patti), ведущего дизайнера Йеппе Карлсена (дат. Jeppe Carlsen) и Арнта Йенсена (дат. Arnt Jensen). Концепция Limbo была сформирована в 2004 году. В то время Йенсен работал концепт-арт художником в IO Interactive. Несмотря на достойный заработок, он был недоволен корпоративным духом компании, который негативно влиял на художника и приводил к дефициту идей.
По его словам, первоначальная задача состояла в передаче настроения. Арнт нарисовал первый набросок, в котором на тот момент отсутствовал главный герой, в своём «секретном месте», откуда он черпал вдохновение. Йенсен продолжал работать над своим творением в течение нескольких лет, создавая эскизы и пытаясь программировать раннюю версию игры на Visual Basic. После подготовки небольшого визуального материала художник понял, что ему потребуется дополнительная поддержка. В 2006 году Йенсен приступил к созданию художественного трейлера, основная цель которого состояла в привлечении программистов к участию в проекте. Видео вызвало значительный интерес у пользователей со всего Интернета. В итоге к разработке Limbo присоединился Дино Патти, который также разочаровался в своей предыдущей работе — их сотрудничество привело к основанию студии Playdead. Первые несколько месяцев Патти занимался программированием, прежде чем понял, что их амбиции чересчур велики для двух человек. В результате к участию в проекте были привлечены дополнительные специалисты. Основная команда разработчиков, состоящая из 8 программистов, впоследствии расширилась до 16 человек за счёт фрилансеров.
Первоначально проект финансировался лично Йенсеном и Патти, позже к бюджету игры прибавились гранты датского правительства по программе «Северные игры» (англ. Nordic Game Program), а ближе к окончанию разработки свои денежные средства вложили крупные инвесторы. Студия не хотела брать на себя обязательства перед издателями, предпочтя сохранить полный творческий контроль при создании тайтла. Изначально Йенсен планировал выпустить Limbo в качестве бесплатной игры эксклюзивно для PC-платформы, но позже пришёл к выводу, что проект будет распространяться путём розничной торговли.
Playdead проигнорировала советы инвесторов и критиков о необходимости добавления в проект мультиплеера, регулируемых уровней сложности и увеличения продолжительности игры. По словам Патти, он чувствовал, что эти изменения нарушат целостность оригинального видения Йенсена. Дино со смехом вспоминал, как один из инвесторов предлагал сделать главного героя старше, добавив ему усы. Проект прошёл через многочисленные итерации в течение 30 месячного цикла, некоторые фрагменты повествования были добавлены буквально за два месяца до релиза. Патти заявил, что было уничтожено порядка 70 % контента, не вписывавшегося в игровой контекст. Playdead создавала Limbo в Microsoft Visual Studio. Использование стороннего программного обеспечения обосновывалось проблематичностью создания собственных программных технологий. Движок игры, созданный одним из программистов студии, поддерживал только монохромное изображение.

### Выпуск
| Системные требования | Системные требования                                       | Системные требования                                       |
| -------------------- | ---------------------------------------------------------- | ---------------------------------------------------------- |
|                      | Рекомендации                                               |                                                            |
| Windows              |                                                            |                                                            |
| ОС                   | Windows XP, Vista, 7                                       | Windows XP, Vista, 7                                       |
| ЦПУ                  | 2 ГГц                                                      | 2 ГГц                                                      |
| Объём ОЗУ            | 512 Мб                                                     | 512 Мб                                                     |
| Место на диске       | 185 Мб свободного места                                    | 185 Мб свободного места                                    |
| Видеокарта           | 64 Мб (Поддержка шейдеров 3.0)                             | 64 Мб (Поддержка шейдеров 3.0)                             |
| Mac OS X             |                                                            |                                                            |
| ОС                   | Mac OS X 10.6.3 (Snow Leopard)                             | Mac OS X 10.6.3 (Snow Leopard)                             |
| ЦПУ                  | Intel Mac                                                  | Intel Mac                                                  |
| Объём ОЗУ            | 1 Гб                                                       | 1 Гб                                                       |
| Место на диске       | 150 Мб свободного места                                    | 150 Мб свободного места                                    |
| Видеокарта           | совместимая с OpenGL 2.0, с 256 Мб памяти (ATI или NVIDIA) | совместимая с OpenGL 2.0, с 256 Мб памяти (ATI или NVIDIA) |

Limbo была выпущена 21 июля 2010 года в службе цифровой дистрибуции Xbox Live Arcade в рамках ежегодной программы «Лето аркад». Уже на тот момент Entertainment Software Rating Board причисляла игру к категориям таких платформ, как PlayStation 3 и Microsoft Windows. Впоследствии Playdead сообщила об ошибке рейтингового агентства, и что у студии нет планов портировать Limbo на другие аппаратные системы. Позже Патти пояснял, что первоначально действительно задумывалась адаптация проекта под приставку Sony и персональные компьютеры, но после рассмотрения и проработки всех возможных вариантов было принято решение сделать игру Xbox-эксклюзивом в обмен на всевозможные преференции со стороны Microsoft. Разработчики отмечали, что корпорация предоставила студии «первоклассные возможности», включая поддержку тайтла. Sony же хотела обладать правами на интеллектуальную собственность, именно поэтому переговоры со студией ни к чему не привели. По словам продюсера Мэдса Виброу (англ. Mads Wibroe), студия избегала портирования игры на Windows, опасаясь пиратства, которое относительно легко контролировать на Xbox 360. Исключительность Xbox-платформы гарантировала разработчикам уверенность в том, что игра окупит инвестиции, вложенные в её развитие.
Тем не менее, в июне 2011 года пользователи обнаружили, что трейлер Limbo появился в сервисе Steam. Это позволило журналистам сделать обоснованное предположение, что игра всё же будет выпущена на Microsoft Windows. В то же время появляются и сведения о версии для PlayStation 3, обнародованные агентством Korea Media Rating Board. 30 июня Playdead выступили с официальным заявлением, что порты для этих платформ появятся 19 июля и 2 августа соответственно. Причём первая версия будет распространяться через сеть PlayStation Network, а вторая — через упомянутый сервис Valve. Данное решение Патти обосновал следующим образом: «Мы хотим, чтобы в наши игры играло столько людей, сколько возможно». Портированные версии были выпущены практически через год после первоначального релиза, то есть после истечения срока эксклюзивности Xbox-приставки. В них был добавлен секретный уровень. После этого, в декабре 2011 была выпущена версия для Mac OS X, распространявшаяся через Mac App Store. Игра должна была также появиться в Mac Steam до конца 2011 года, но в конечном итоге релиз был отложен до середины января 2012 года. На платформе Linux проект появился в рамках сборника Humble Indie Bundle V, выпущенного в мае 2012 года. Порт создавался на основе Wine-инкапсулированных пакетов, разработанных компанией CodeWeavers.
В апреле 2011 года версия Limbo для Xbox 360 появилась на дисковом носителе в тройной упаковке. Релиз состоялся совместно с такими играми как Trials HD и 'Splosion Man. Впоследствии Playdead выпустили специальное издание игры «Limited Edition» на физическом носителе для Microsoft Windows и Mac OS X. Сам проект был представлен без DRM-защиты. Издание также содержало набор из семи карточек с артами, саундтрек, наклейку с главным героем, подарочный Steam-ключ и анаглифные стереоскопические очки. Релиз проекта на платформе PlayStation Vita стартовал 6 июня 2013 года. Эта версия Limbo участвовала в программе Cross Buy, то есть, при покупке игры для портативной консоли её версия для PlayStation 3 предоставлялась бесплатно. В том же году, 3 июля, вышла и вариация проекта для iOS-устройств. Она была адаптирована для всех версий iPad, iPhone 4s и более поздних, а также iPod Touch. В октябре 2014 года со ссылкой на сайт корейского рейтингового агентства появилась информация о возможности выхода игры на консоли Xbox One. Позже пользователи форума NeoGAF и социальной сети Reddit сообщали, что получили предложение бесплатно загрузить игру для Xbox One сразу же после её релиза на этой платформе. В феврале 2015 года игра появилась на Android, а в 2016 году проект получил поддержку обратной совместимости для Xbox One. 28 июня 2018 года состоялся выпуск порта игры на консоли Nintendo Switch.

### Повествование и графика
С самого начала разработки Йенсен поставил перед собой три цели, которые должны были влиять на конечный продукт. Первой из них являлось создание определённого настроения и художественного стиля. Художник решил воплотить эту задачу через эстетику игрового мира, не прибегая к подробным трёхмерным моделям, а создавая визуально-графическую компоненту в минималистском стиле, дабы сосредоточить всё своё внимание на игровом процессе. Вторая цель состояла в формировании простой системы управления, состоящей только из двух возможных действий (исключая стандартную возможность перемещения вправо-влево) — прыжков и перетаскивания вещей. Конечный замысел состоял в сохранении простоты геймплея. Наконец, готовая игра не должна была содержать текстовые руководства, чтобы игрок мог разобраться в механике проекта самостоятельно. На стадии разработки создатели не сообщали никаких подробностей о содержании проекта, за исключением рекламного слогана: «Желание узнать судьбу своей сестры приводит мальчика в Лимб» (англ. Uncertain of his sister's fate, a boy enters Limbo). Подобная стратегия поведения предоставляла игрокам возможность самим интерпретировать смысл происходящего в игре.
Йенсен черпал вдохновение из фильмов различных жанров, включая нуар. График Мортен Брамсен (англ. Morten Bramsen) воссоздавал художественный стиль из кинолент именно этого направления. В интервью разработчики заявляли, что на проект во многом повлиял немецкий экспрессионизм. Пересечение реки на маленькой лодке являлось аллюзией на путешествие через реку Стикс. Игра создавалась под вдохновением от сказочной повести «Братья Львиное сердце». Йенсен рассказывал, что в детстве жил на ферме в Ютландии, и, будучи застенчивым и тихим, любил блуждать в лесу, часами наблюдать поток воды и падающие в него листья и насекомых. Среди деревьев он чувствовал смесь свободы и страха, жизни и смерти. Такие писатели, как братья Гримм, Астрид Линдгрен и Туве Янссон были ответственны за множество его воспоминаний.
Первоначально большая часть игры была раскадрована на несколько эпизодов: встречи с пауком и контролирующими разум червями, позднее — переход от леса к городским постройкам, а впоследствии и к абстрактным пейзажам. По мере развития производственного процесса некоторые из изначальных идей и задумок стали слишком сложны для выполнения командой разработчиков. Сюжетная линия изменялась: согласно первичной задумке паук должен был присутствовать в конце игры, но позднее эпизоды с его появлением были передвинуты в начало. Первая половина проекта была насыщена сценарными событиями и сюжетными встречами, в то время как вторая половина игры проходила в одиночестве, наедине со сложными головоломками. Йенсен объяснял эту ситуацию отсутствием надзора на второй стадии разработки. Сцены с пауком возникли благодаря арахнофобии Арнта. Художник намеренно оставил финал открытым. Истинную интерпретацию концовки знал только он сам, однако Йенсен заметил, что некоторые игроки, выдвинувшие свои теории на форумах, были недалеки от истины.

### Музыка
Всё музыкальное сопровождение и аудио к игре было создано композитором Мартином Стигом Андерсеном (англ. Martin Stig Andersen), выпускником Орхусовской Королевской академии музыки. Андерсен специализировался на акусматическом направлении музыки, которая создаётся из сгенерированных звуков, не имеющих очевидного визуального источника. Композитор стремился написать музыку, основанную исключительно на звуках окружающей среды. Так, при разрушении неоновой надписи «HOTEL» были использованы электроэнергетические шумы, а в сценах приближения паука — приглушённое завывание ветра. Многие рецензенты утверждали, что в игре нет музыки. В ответ на подобные заявления Андерсон возражал: он указал, что звуковые эффекты вызывают эмоции, а акусматическая музыка даёт игроку пищу для размышлений. По просьбе фанатов, 11 июля 2011 года саундтрек стал доступен в магазине iTunes Store. На физическом носителе он был выпущен ограниченным тиражом 2 июля 2012 года.
| №                   | Название            | Длительность |
| ------------------- | ------------------- | ------------ |
| 1.                  | «Menu»              | 3:10         |
| 2.                  | «Boys' Fort»        | 2:17         |
| 3.                  | «City»              | 3:38         |
| 4.                  | «Rotating Room»     | 3:02         |
| 5.                  | «Sister»            | 3:21         |
| 6.                  | «Gravity Jump»      | 4:12         |
| Общая длительность: | Общая длительность: | 19:40        |

### Разработка геймплея
Игровой процесс был вторым созданным компонентом игры. Геймплей разрабатывался при помощи простых графических элементов, отображающих различные типы загадок, которые должны были войти в релизную версию Limbo. Во время производственного процесса Playdead старалась избегать ошибок крупных проектов, где одна и та же игровая механика использовалась многократно. Карлсен первоначально был принят в компанию на должность программиста игрового движка, а впоследствии, когда студия убедилась, что он способен на создание головоломок, его назначили ведущим дизайнером. Он заявил, что головоломки в Limbo должны были вести игрока к отгадке происходящих событий весь путь до конца игры. Йенсен хотел, чтобы они ощущались как естественная часть игрового мира: он пытался избежать ситуаций, в которых бы игрок надолго задумывался над очередной задачей. Игрок должен был беспрепятственно перемещаться от загадки к загадке. Впрочем, Карлсен хотел, чтобы в игре не было чересчур простых головоломок, не приносящих удовлетворения игроку. В качестве примера подобного неудачного элемента геймплея он называл задачу с зеркалами и солнцем из Uncharted 2: Among Thieves. В противовес мнению художника, Карлсен хотел сделать головоломки настолько сложными, насколько это возможно; они должны были включать в себя множество частей — таким образом, игрок, используя метод проб и ошибок, в конечном итоге должен был её решить, особо не задумываясь, почему то или иное действие сработало. В качестве ориентира он называл задачу из Prince of Persia, связанную с активацией семи механизмов, принцип действия которых он никак не мог понять. Карлсен конструировал загадки, используя только три элемента: распределительную панель, электрифицированный пол и цепи. Задача игрока состояла в определении правильного сочетания движения и времени, дабы без вреда пересечь наэлектризованный пол, хватаясь за цепь. Часто разработчики убирали какой-либо фрагмент из названных частей, что значительно облегчало прохождение. До релизной версии игры некоторые из наиболее сложных головоломок дошли в упрощённом виде.
Решение о предоставлении минимума информации игрокам было своеобразным вызовом для разработчиков. Первоначально над игрой трудилось около 150 тестеров, некоторым из них не сообщалось решение внутриигровых задач. Чтобы усовершенствовать собственную систему, разработчики создавали небольшой сценарный фрагмент, который помещали до проблематичного места. В этом фрагменте делался акцент на действия, необходимые для решения последующей задачи. Так, в одном из эпизодов игроки не понимали, что необходимо вытянуть лодку на берег и использовать её в качестве платформы, по которой можно забраться на более высокий уступ. Разработчики прибегли к хитрости: перед этой сценой они представили игроку небольшую задачку в стиле перемещения объектов, дабы продемонстрировать «тягловую» механику геймплея.
Первоначально команда создавала хитроумные головоломки, представляя игрока как «злейшего врага», затем или уменьшала их сложность, или добавляла дополнительные звуковые эффекты, помогающие в прохождении, как если бы игрок был другом. Так в одной из сцен мальчик подходил к пауку, рядом с которым лежал медвежий капкан. Для её прохождения требовалось подставить ловушку под лапы насекомого. Однако тестеры целиком сосредоточивались на ловушке, не обращая внимания на паука. Тогда разработчики спрятали капкан на ветке, находящейся далеко от монстра. Цель данного изменения — передача игрокам чувства беспомощности, а также экспериментальное использование игрового пространства.
Один аниматор — Томас Крог (англ. Thomas Krog) посвящал полный рабочий день в течение трёх лет разработки на анимацию мальчика и выполняемые им действия. Йенсен чувствовал, что это было ценной частью производственного процесса, так как персонаж всегда был в центре экрана; он представлял собой самый важный элемент проекта, за которым наблюдали. Различные вариации смерти главного героя были призваны подчеркнуть неверные решения игроков и препятствовать повторению совершённых ошибок. Карлсен заявлял, что конечный замысел этих смертей — не наказание, они создавались с целью поддержания интереса у игроков.

## Критика
| Сводный рейтинг       | Сводный рейтинг                                                                |
| Агрегатор             | Оценка                                                                         |
| --------------------- | ------------------------------------------------------------------------------ |
| GameRankings          | - 90,68 % (X360) - 89,55 % (PS3) - 88,05 % (ПК) - 89,07 % (iOS) - 82,36 % (NS) |
| Metacritic            | 90/100 (X360) 90/100 (PS3) 88/100 (PC)                                         |
| Иноязычные издания    |                                                                                |
| Издание               | Оценка                                                                         |
| 1UP.com               | B                                                                              |
| ActionTrip            | 9,1/10                                                                         |
| Edge                  | 9/10                                                                           |
| Eurogamer             | 9/10                                                                           |
| G4                    | 5/5                                                                            |
| Game Informer         | 9/10                                                                           |
| GameSpot              | 9/10                                                                           |
| GameSpy               | [ 87 ]                                                                         |
| IGN                   | 9/10                                                                           |
| PC Gamer (UK)         | 92/100                                                                         |
| Gameblog.fr           | [ 89 ]                                                                         |
| Eurogamer Spain       | 7/10                                                                           |
| Gamereactor Denmark   | 9/10                                                                           |
| PC Games (Germany)    | 90/100                                                                         |
| Русскоязычные издания |                                                                                |
| Издание               | Оценка                                                                         |
| Absolute Games        | 80/100 %                                                                       |
| «PC Игры»             | 9/10                                                                           |
| PlayGround.ru         | 9,2/10                                                                         |
| «Игромания»           | 7,5/10; 8/10                                                                   |
| «Страна игр»          | 10/10                                                                          |

Первый выпуск Limbo на Xbox 360 сопровождался всеобщим признанием компьютерных критиков и журналистов. Последующие релизы на таких платформах как PlayStation 3 и Microsoft Windows также получили положительные отзывы: рейтинг игры на сайте Metacritic составил 90 баллов из 100 для обеих консолей, по сравнению с 88 баллами версии для PC. Схожа ситуация и у других агрегаторов: GameRankings присвоил рейтинг в 90,68 % версии для Xbox 360, несколько меньше — 89,55 % — порту для PlayStation 3, и ещё меньше — 88,05 % — версии для персональных компьютеров. Ресурс GameStats, выставляя рейтинг как среднее арифметическое между оценками прессы и игроками, присвоил Xbox-версии Limbo 8,7 балла, PlayStation 3 и PC — 8,3 балла. Журналисты сравнивали игру с такими проектами как Another World, Flashback, Heart of Darkness, Oddworld: Abe's Oddysee, Ico, Portal и Braid.

### Обзоры зарубежной прессы
Дэймон Хэтфилд (англ. Daemon Hatfield), обозреватель американского сайта IGN, посчитал, что Limbo является прекрасным примером того, как звук, графика и геймплей могут гармонировать друг с другом, создавая нечто поразительное. Несмотря на отсутствие текста, диалогов или каких-либо объяснений, игра воздействует на игрока гораздо сильнее, чем большинство других проектов. Первая половина Limbo была воспринята критиком более положительно, чем вторая: несмотря на усложнённые загадки, отсутствие каких-либо существ на конечных локациях ослабляет эмоциональную связь с проектом. Обозревателю очень понравилась неожиданная концовка повествования, которой, впрочем, не хватало кульминации. Хэтфилд пожалел, что в проекте отсутствуют полноценные статистические данные. Быстротечное путешествие, развлекающее игрока каждую минуту, является невероятным достижением игровой индустрии. Игра получила 9 баллов из 10 и награду «Выбор редакции».
Джастин Хэйуолд (англ. Justin Haywald), критик веб-ресурса 1UP.com, заявил, что чёрно-белая графика и простое управление только подчёркивают мощь и талант разработчиков. Однако сюжет и его резкое окончание оставляют желать лучшего. Быстро исчезающие игровые антагонисты, смешные головоломки, остатки цивилизации и промышленные уровни, полные ящиков и вращающихся лопастей, отвлекают от сюжетного повествования. Это обстоятельство было названо самой большой проблемой проекта. Критик вопрошал, почему все хотят убить главного героя, почему он вернулся к жизни после смерти, почему к концу игры по щелчку выключателя он может ходить по потолку. Отвечая на эти вопросы, обозреватель приходил к выводу, что игровая механика создана только с целью получения удовольствия от решения абстрактных головоломок вместо предоставления реального стимула для изучения мира. Limbo характеризовалась не как игра, которая легко раскрывает свои секреты; её загадки требуют размышлений и изучения. Негативно был воспринят запутанный, нарочито неясный заключительный акт. Игровой мир, по мнению автора, обещает более глубокий смысл и богатое повествование, чем проект фактически предоставляет игроку. Его разрозненные фрагменты не образуют единого целого. Итоговая оценка — B (75/100).
Том Ши (англ. Tom Mc Shea), сотрудник Gamespot.com, похвалил вдумчивые головоломки, мрачный визуальный дизайн и редкое угрюмое звуковое сопровождение. Критик выразил мысль, что Limbo являет собой игру, главная цель в которой — выживание, в которой нет ни признаков, ни намёков, ни персонажей, которые бы стали ключом к понимаю сюжета. Приглушённая эстетика игрового мира компенсирует отсутствие внятного повествования. Рецензент посчитал, что в игре редко попадаются трудные загадки. Метод проб и ошибок является важной составляющей геймплея, поскольку смерть встречает героя в самых неожиданных местах. Резкое окончание игры вызвало разочарование у обозревателя, как и сбор предметов для коллекционирования, который не приносит удовольствия. Проект вызывает сильную эмоциональную привязанность: ставя вопросы о загробной жизни, он не даёт ответов к ним, однако «отсутствие конкретных объяснений не умаляет ни один бит полученных ощущений». Конечный результат — 9 баллов из 10.
Обозреватель французского ресурса Gameblog.fr, Жульен Си (фр. JulienC), заявил, что в поисках оригинальности среди ватных берегов Xbox Live, Limbo становится порывом свежего ветра. Рецензенту понравилось начало игры, в котором нет ни объяснений, ни текста, и всего несколько неуклюжих шагов приводит протагониста к смерти. Limbo — это взрослый проект, и не потому что в нём постоянно умирает главный герой, а потому что он заставляет задуматься о себе, о своей памяти, о тёмных мечтах и об эволюции видеоигр. Проект был назван «цифровым самородком», культовой игрой, близкой по духу с «Повелителем мух». Положительно была воспринята мягкая и лёгкая анимация, потрясающая глубина резкости и полное погружение в холодный, враждебный и вместе с тем привлекательный мир, напоминающий эфирную сказку. Основа игры строится на простоте и креативности; повествование затрагивает человеческие чувства. Критик поставил проекту максимальную оценку — 5 звёзд из 5.
Николай Йепсен (дат. Nikolaj Kürstein Jepsen), критик датской версии журнала «Gamereactor Denmark», посчитал, что мрачный дебют студии Playdead в некотором смысле напоминает инди-проект Braid, но сходства с ним заканчиваются буквально сразу: взамен живописной акварели красок присутствуют чёрно-белая гамма и зернистые фильтры. Обозреватель подчеркнул лёгкость начальных загадок и её постепенную перемену на более высокий уровень сложности. Как и другие рецензенты, Йепсен сообщил, что за 4 часа прохождения главный герой не проронит ни слова, а игра не предоставит никакой дополнительной информации о происходящем. Подобная стилистика минимализма предлагает многочисленное количество интерпретаций, которые может выдвинуть игрок. В проекте не чувствуется отсутствие цвета, в нём нет ничего лишнего. А молчание как нельзя кстати подходит к монохромному пейзажу. Назвав Limbo невероятно красивой игрой, обозреватель поставил ей 9 баллов из 10.
Одну из самых низких оценок проекту присвоил Ксави Роблес (исп. Xavi Robles), представитель испанской версии журнала «Eurogamer» — 7 баллов из 10. Критик отмечал, что абсолютно не понятно, кем является главный герой, что он делает в чёрно-белом мире, куда он идёт и зачем. Хотя эти сюжетные подробности и не имеют никакого существенного значения. Проект был назван фантастическим, его визуальный стиль — уникальным, хотя он чем-то напоминал рецензенту работы Тима Бёртона, а фрагментарно и фильм «Ночь охотника» Чарльза Луотона. Структура проекта сохраняет мрачный и зловещий стиль, имеющий определённое значение только в течение первой трети игры. Она наполнена как встречами с другими существами, так и отвратительными сценами. Несмотря на блестящую аудио- и видеообработку, умные загадки, повествование теряет свой смысл, а игра так и остается всего лишь «заманчивой».

### Обзоры русскоязычной прессы
Линар Феткулов, критик журнала «Игромания» отметил, что в большинстве игр гибель ребёнка является табуированной темой для разработчиков. Однако студия Playdead нарушает этот запрет, выбрав в качестве главного героя маленького мальчика, который постоянно гибнет. Первую треть игры обозреватель характеризует как ошеломляющую, наполненную недосказанной жестокостью. Графика в проекте, по его мнению, в статике напоминает готическую картину, а в динамике — хмурый мультфильм. Рецензент замечает, что лишь избранным объектам в Limbo уготована честь рассеивать темноту: во мраке горят глаза героя; белым отливают бабочки, порхающие над опушкой леса; сияют белизной зубы плотоядных гусениц. Использование теней и неясных очертаний создаёт ощущение смутной жути. Каждое столкновение с врагами характеризовалось как битва за выживание. Сам проект сравнивался с повестью «Чудесное путешествие Нильса с дикими гусями» Сельмы Лагерлёф. Однако последующие 2/3 игры характеризовались отрицательно: попадая на завод, мальчик «оказывается в плену… самых вульгарных платформенных штампов последних лет». Негативно были восприняты загадки с «обрыдлым» ящиком. Повествование становится банальным и предсказуемым, а игра теряет свою первоначальную концепцию. Главная проблема Limbo — изначально слабая идея. Финальная оценка составила 7,5 баллов из 10.
Артем Комолятов, другой обозреватель этого же издания, писал о том, что современного игрока тяжело удивить виртуальным насилием. Однако Limbo это удаётся. Игра, по мнению критика, наполнена невиданной мощью, которая по силе и яркости впечатлений оставляет позади большинство других проектов. Limbo открывает игроку «жуткий мир черно-белого сумрака, хищников и смерти», где постоянно кто-то кого-то хочет убить. Сцены с полётом на мухе, побегом от паука и противостоянием с личинками удивляют, ошеломляют и очаровывают, создавая «совершенно потрясающее чувство». Итоговый комментарий характеризовал проект как одну из самых ярких инди-игр 2010 года, «а возможно, и целого десятилетия». Оценка составила 8 баллов из 10.
Павел Астафьев, сотрудник веб-сайта PlayGround.ru, заявил, что игра понравится всем любителям двумерных платформеров-головоломок. Он заметил, что, несмотря на очень короткую продолжительность проекта, рассказывать о Limbo можно несколько часов, анализируя визуальный стиль и придумывая за сценаристов историю, диалоги и второстепенных персонажей, которые в игре отсутствуют. Автор посчитал, что справиться с большинством головоломок не составит труда, главное — понять принцип существования игрового мира. Помимо статичных заданий, рассчитанных на внимательное изучение местности, в игре встречались динамичные задачи, нейтрально воспринятые журналистом. Главным достоинством игры была названа чарующая атмосфера вечной опасности и страха. Limbo получила эмблему «Выбор редакции», итоговая оценка составила 9,2 балла из 10.
Рецензент журнала «Страна игр» Артём Шорохов описал игру как экспрессивно-депрессивную и в то же время интересную, понятную и логичную. Критик отметил внешнюю схожесть с проектом Fading Melody, идейную — с Demon’s Souls, а исполнительную — с Portal. Шорохов подметил, что внутриигровых загадок вполне хватило бы на несколько простых проектов. Окружающий мир создан, по мнению автора, настолько достоверно, насколько вообще может быть достоверна чёрно-серая игра про первый круг ада: декорации, анимация, физика, колыхание травы выглядят «пугающе» реалистично. «LIMBO уверенно натягивает каждый ваш нерв и без всяких репетиций извлекает из них поистине удивительную мелодию, сплетающую воедино страх и очарование. Странный, страшный, изувеченный мирок лимба осторожными, почти нежными паучьими лапками незаметно пеленает тебя, кутая в прочный кокон эмоций, и ты слишком поздно сознаешь, что вырваться удастся не раньше, чем безымянный мальчик, чьего лица ты так никогда и не увидишь, отыщет свой путь» — описывал личные впечатления критик. Обозреватель отметил удачное сочетание платформера и пазла, а также тонкие эмоции, бьющие точно в цель. Несмотря на технический и художественный минимализм, проект выглядит презентабельно. Игре была поставлена максимальная оценка — 10 баллов из 10.
Егор Антоненков, обозреватель журнала «PC Игры», писал, что формально Limbo представляет собой платформер с умными пазлами, основанными на физике, однако беспристрастно оценивать игру нельзя — каждый раз проект обращается к чему-то личному. Отсутствие дополнительных комментариев и различных надписей во время игрового процесса, по мнению обозревателя, усиливает эффект происходящего на экране. Критик положительно воспринял многочисленные вопросы, которые подбрасывает сюжет, несмотря на отсутствие ответов к ним. Автор также отметил, что проект создавался под влиянием классических платформеров девяностых годов. Сложность загадок была описана как идеальная, хотя большинство пазлов и не решается с первого раза. Монохромная графика держит в напряжении, пугает и напоминает двумерный Silent Hill. Обозреватель похвалил и беспроблемное управление на PC, не требующее геймпада. Критике подверглось короткая продолжительность игры и несколько неудачных головоломок. Резюме — творение Playdead получилось разнообразным и гармоничным; создателям удалось найти баланс между инди-проектом с претензией на искусство и развлечением на пару вечеров. Итоговая оценка — 9 баллов.
Михаил Хромов, рецензент ресурса Absolute Games, заявил, что именно графика в игре находится на первом месте: холодный минимализм не оставляет игрока равнодушным, а освещение и мягкая анимация придают картинке жизни. Критик охарактеризовал Limbo как большой набор садистских головоломок, которые требуют вдумчивых размышлений, отменной реакции и хорошего глазомера. Щемящая, тоскливая и таинственная атмосфера игры, по мнению обозревателя, нарочно оставляет простор для сюжетных толкований и домыслов. Негативно была воспринята продолжительность проекта. Резюме: «Игра-загадка, игра-сон, игра-настроение»; оценка — 80 % из 100.

### Награды и продажи
В 2010 году игра получила два приза на Фестивале независимых игр за лучшую визуальную стилистику (англ. Excellence in Visual Art) и техническое исполнение (англ. Technical Excellence), организованном в рамках Game Developers Conference. На Electronic Entertainment Expo 2010 примерно за месяц до релиза Limbo была названа «Лучшей скачиваемой игрой» (англ. Best Downloadable Game) по версии ресурса GameSpot, а также получила несколько номинаций: «Лучшее шоу» (англ. Best of Show) и «Лучший платформер» (англ. Best Platformer) по версии IGN, «Самая оригинальная игра» (англ. Most Original Game) от G4 TV, и «Лучшая головоломка» (англ. Best Puzzle Game) по версии GameSpot. Игра была номинирована в числе 32 финалистов в 2010 году на фестивале Indiecade, где она получила награду за звуковое сопровождение.
После релиза Limbo получила титул «Игра года», «Лучшая инди-игра» и «Лучшая визуальная стилистика» на мероприятии European Milthon Awards, которое прошло в Париже в сентябре того же года. Game Informer назвал проект игрой августа 2010 года. Творение Playdead удостоилось награды «Лучшая инди-игра» на шоу Spike Video Game Awards. Игра получила семь номинаций на 11 ежегодной премии Game Developers Choice Awards — такие как «Лучшая дебютная игра», «Инновации», «Игра года» — и в конечном счёте выиграла одну награду — «Лучшее визуальное исполнение». Проект завоевал две награды — «Приключенческая игра года» и «Выдающиеся достижения в звуковом дизайне» на шоу Interactive Achievement Awards, организованном Академией интерактивных искусств и наук, и был номинирован в таких категориях как «Выдающиеся достижения в игровой постановке» и «Выдающиеся игровые инновации». Академия также назвала Limbo победителем Indie Game Challenge award в профессиональной категории, за что студия получила призовые 100 тысяч долларов. Также проект получил премию Энни за Лучшую анимационную игру. В 2011 году Limbo вошла в десятку проектов, за которую отдали свои голоса респонденты в борьбе за титул «Игра года» по версии BAFTA Video Game Awards. Игра была номинирована комитетом Британской Академии в категории «Художественные достижения», «Использование аудио», «Геймплей» и «Лучшая игра». По мнению Пита Дэвидсона (англ. Pete Davidson), обозревателя сайта GamePro, включение подобного рода продуктов в списки номинантов наравне с Assassin’s Creed: Brotherhood и Call of Duty: Black Ops говорит о том, что маленькие проекты игровой индустрии стали получать широкое признание среди критиков.
Limbo вошла в десятки лучших игр 2010 года по версии таких изданий как Time, Wired, Toronto Sun и «Игромания». Ресурс Playground.ru включил проект в десятку лучших инди-игр безотносительно к какому-либо периоду, предоставив ему 4 место. Редакция веб-ресурса IGN присвоила проекту третье место в рейтинге «Топ-25 игр для Xbox Live Arcade»; Limbo уступила Shadow Complex и Pac Man Championship Edition. За PlayStation-версию игры респонденты голосовали в номинации «Лучшая инди-игра» по версии PSN Gamers Choice Awards. Версия Mac OS X получила награду Apple Design Awards. Игра была спародирована командой Mega64 на Games Developer Conference 2011, а позже группой CollegeHumor на сайте Dorkly. Арахнофобия, вызываемая игрой, заняла 69 место в списке «Топ 100 игровых моментов» по версии IGN.
В течение двух недель после релиза в Xbox Live Arcade, Limbo приобрели более 244 тысяч игроков, что обозреватели охарактеризовали как «невероятно впечатляющий подвиг». Спустя месяц было продано 300 тысяч копий игры. К концу августа 2010 года количество игроков выросло до 371 тысячи, что превысило аналогичный показатель у остальных проектов «Лета аркад», выпущенных в 2009 году, и по абсолютным цифрам приблизило проект к этому же рейтингу двухлетней давности у Braid. Журналист сайта Gamasutra Райан Лэнгли (англ. Ryan Langley) ожидал, что продажи упадут в связи с отсутствием нового контента и многопользовательской игры, однако полученные цифры «превзошли все его ожидания». Фил Спенсер, вице-президент Microsoft Game Studios, в сентябре 2010 года заявил, что в программе «Лето аркад» продукт Playdead был игрой номер один в течение продолжительного периода времени, и что именно Limbo породила сдвиг в игровой среде. Из этого Спенсер делает вывод, что чем меньше на рынке появляется знаковых популярных проектов, тем более он становится разнообразным. Проект стал третьей по величине продаж игрой в XBLA в 2010 году: на его счету было 527 тысяч проданных копий, благодаря которым студия получила 7,5 миллионов долларов дохода. По состоянию на март 2011 года Limbo заняла 11 место в числе самых продаваемых игр Xbox Live. Playdead заявляла, что более двух миллионов пользователей сервиса Xbox 360 играли в демоверсию в год выпуска игры.
Разработчики объявили, что по состоянию на ноябрь 2011 года было продано более 1 миллиона копий игры для платформ Xbox 360, PlayStation 3 и Microsoft Windows. Самой продаваемой стала консольная версия для PlayStation 3; чаще всего игроки загружали проект посредством сервиса PlayStation Network. Программные гранты, по которым финансировался начальный этап разработки Limbo, увеличились на 50 % во второй половине 2010 года. Это обстоятельство связывалось с коммерческим успехом игры. В августе 2011 года Playdead на доходы с продаж Limbo выкупила собственную компанию у инвесторов. Согласно примерным оценкам к 2012 году проект продался на общую сумму в 8 миллионов долларов. По состоянию на 2016 год игра являлась самой популярной за время летней распродажи в библиотеке Steam.
Летом 2018 года, благодаря уязвимости в защите Steam Web API, стало известно, что точное количество пользователей сервиса Steam, которые играли в игру хотя бы один раз, составляет 3 207 480 человек.